# Borussia Dortmund (Handball)
Borussia Dortmund (Ballspielverein Borussia 1909 e. V. Dortmund, BVB, BVB 09) ist ein deutscher Sportverein aus dem westfälischen Dortmund, dessen Frauenhandballmannschaft in der Bundesliga spielt. In der Spielzeit 2020/2021 gewann das Team die deutsche Meisterschaft.

## Der Verein
- siehe Hauptartikel zum Gesamtverein

## Die Handballerinnen des BVB
Den ersten Anlauf, in die 1. Bundesliga aufzusteigen, unternahmen die BVB-Handballerinnen 1992, als sie sich als Zweitliga-Neuling souverän die Meisterschaft der 2. Bundesliga Mitte sicherten, aber in der anschließenden Relegationsrunde am PSV Grünweiß Frankfurt scheiterten. Ein Jahr später, 1993, folgte dann – die Relegation war nach Integration der DDR-Vereine wieder abgeschafft worden – der direkte Aufstieg als souveräner Meister der 2. Bundesliga Mitte. Dort behauptete man sich von der ersten Saison an im Vorderfeld der Tabelle; zwischen 1995 und 2000 war der Klub immer unter den ersten Drei.
Ihre größten Erfolge auf nationaler Ebene feierten die Dortmunderinnen im DHB-Pokal, in dem sie zwischen 1994 und 2001 sechsmal die Final-Four-Endrundenspiele erreichten und sich 1997 in Riesa mit einem 24:22 (14:15)-Erfolg über den favorisierten TV Lützellinden den Titel sicherten.
Auch international sorgte man für Aufsehen. 1995 erreichte man das Halbfinale im Europapokal der Pokalsieger, in dem man am TV Lützellinden (24:30, 24:24) scheiterte. 1997 gar zog man in die Finalspiele um den EHF-Pokal ein, konnte dabei aber die hohe 18:26-Niederlage bei Olimpija Ljubljana im Rückspiel (30:26) nicht mehr wettmachen. 1998 war im Halbfinale Europapokal der Pokalsieger gegen Kras Zagreb (24:32, 27:21) Endstation. Am 18. Mai 2003 gewann der BVB schließlich den ersten internationalen Titel: Beim rumänischen Vertreter HC Selmont Baia Mare schaffte man es, den 24:16-Hinspielerfolg zu verteidigen und holte sich trotz einer 21:27-Niederlage den allerdings eher unbedeutenden Challenge Cup. Im folgenden Jahr schied man als Titelverteidiger am 20. März 2004, im Viertelfinale desselben Wettbewerbs, mit 29:33 gegen den rumänischen Verein Universitatea Remin Deva (Hinspiel: 29:27)aus dem Challenge-Cup aus.
In der Saison 2006/07 stieg die Borussia nach 14 Jahren aus der 1. Bundesliga ab, in der Spielzeit 2007/08 schafften sie jedoch den Wiederaufstieg. In der Folgesaison 2008/09 belegte die Mannschaft  nur den 12. und letzten Tabellenplatz, musste jedoch nicht abstiegen, da die Rhein-Main Bienen die Lizenz entzogen bekamen und man so aufrückte. In der Saison 2009/10 war der Abstieg in die zweite Liga nach dem 20. Spieltag besiegelt. Am 25. April 2015 machte die Mannschaft mit einem 28:26-Erfolg gegen die SV Allensbach die Rückkehr in die Bundesliga perfekt.
In der Spielzeit 2015/16 erreichten die BVB-Handballdamen als Aufsteiger das Final Four im DHB-Pokal. Im Halbfinale schlug man die HSG Blomberg-Lippe mit 29:26 (12:9) und qualifizierte sich somit für das Finale gegen den HC Leipzig, der gleichzeitig auch Ausrichter des Final Four war. Im Finale unterlagen die Borussinnen den Leipzigerinnen knapp mit 29:28 (13:13).
Am letzten Spieltag der Spielzeit 2017/18 erreichten die BVB-Handballerinnen durch einen 26:25-Auswärtssieg bei der SG BBM Bietigheim den vierten Tabellenplatz und sicherten sich dadurch nach 14-jähriger Abstinenz wieder einen Startplatz für den EHF-Pokal. Dort traf man in der 2. Qualifikationsrunde auf den rumänischen Vertreter HC Zalău. Nach einem 25:25 in Rumänien besiegten die Handballerinnen des BVB den Gegner im Rückspiel am 19. Oktober 2018 mit 24:20 (13:10). Das Rückspiel fand vor 1300 Zuschauern in der Westpress Arena in Hamm statt, da die Sporthalle Wellinghofen zu diesem Zeitpunkt saniert wurde. Gegner in der 3. Qualifikationsrunde waren die Titelverteidigerinnen aus Rumänien vom SCM Craiova. Wie schon gegen Zalău, fand auch das Hinspiel gegen Craiova in der Hammer Westpress Arena statt. Am Ende unterlagen die Borussinnen knapp mit 17:19 (9:9). Auch das Rückspiel in Craiova vor 3000 Zuschauern ging mit 18:19 (9:10) knapp verloren. Damit verpassten die BVBlerinnen die Qualifikation für die Gruppenphase des EHF-Pokals.
Die Spielzeit 2018/19 beendeten die Handballdamen auf Platz 7 und verpassten die Teilnahme am EHF-Pokal. Im DHB-Pokal war im Viertelfinale gegen den Thüringer HC Endstation. Alle Heimspiele in der Bundesliga wurden in dieser Saison in der Bleichsteinhalle in Herdecke ausgetragen, da sich die Heimhalle in Dortmund-Wellinghofen noch in der Sanierung befand.
Borussia Dortmund führte in der Saison 2019/20 zum Zeitpunkt des Saisonabbruchs aufgrund der COVID-19-Pandemie die Bundesliga-Tabelle an. Im Gegensatz zum Tabellenführer der Männer-Bundesliga wurde der BVB jedoch nicht zum deutschen Meister erklärt.
Ebenfalls stand der BVB bei Saisonabbruch im Final Four des DHB-Pokals. Gegner wäre Frisch Auf Göppingen gewesen. Den Borussinnen wurde im April 2020 vom Vorstand der HBF der Startplatz für die Gruppenphase der DELO Handball Champions League zugesichert. In der darauffolgenden Spielzeit gewann die Borussia verlustpunktfrei die deutsche Meisterschaft.

### Der BVB im DHB-Pokal (Final Four)
- 1994: Halbfinale: BVB – TV Lützellinden 28:20; Finale: TuS Walle Bremen – BVB 35:25.
- 1995: Halbfinale: TV Lützellinden – BVB 28:21.
- 1997: Halbfinale: BVB – VfB Leipzig 28:22; Finale: BVB – TV Lützellinden 24:22.
- 1998: Halbfinale: BVB – FHC Frankfurt/Oder 27:26; Finale: TV Lützellinden – BVB 32:21
- 1999: Halbfinale: TV Lützellinden – BVB 23:21.
- 2001: Halbfinale: TV Mainzlar – BVB 30:21.
- 2016: Halbfinale: BVB – HSG Blomberg-Lippe 29:26 (12:9); Finale: BVB – HC Leipzig 28:29 (13:13)

## Größte Erfolge
- Deutscher Meister 2021
- DHB-Pokal-Sieger 1997
- Deutscher Vizemeister 1999, 2022
- Finalist im DHB-Pokal 1994, 1998, 2016
- Challenge-Cup-Sieger 2003
- Finalist im EHF-Pokal 1997
- Halbfinalist im Europapokal der Pokalsieger 1995, 1998
- Halbfinalist im EHF-Pokal 2000
- Halbfinalist im DHB-Pokal 1995, 1999, 2001
- Aufstieg in die 1. Bundesliga 1993, 2008, 2015
- Aufstieg in die 2. Bundesliga 1991

## Saisonbilanzen seit 1991/92
| Saison    | Spielklasse | Platz | Spiele | S  | U  | N  | Tore     | Diff. | Punkte |
| --------- | ----------- | ----- | ------ | -- | -- | -- | -------- | ----- | ------ |
| 1991/92   | 2. BL Mitte | 1     | 20     | 19 | 0  | 01 | 481:342  | 139   | 38:02  |
| 1992/93   | 2. BL Mitte | 1     | 20     | 19 | 0  | 01 | 477:288  | 189   | 38:02  |
| 1993/94   | Bundesliga  | 6     | 26     | 12 | 4  | 10 | 614:573  | 041   | 28:24  |
| 1994/95   | Bundesliga  | 6     | 26     | 16 | 1  | 09 | 639:569  | 070   | 33:19  |
| 1995/96   | Bundesliga  | 3     | 26     | 20 | 1  | 05 | 700:550  | 150   | 41:11  |
| 1996/97   | Bundesliga  | 3     | 22     | 14 | 4  | 04 | 582:509  | 073   | 32:12  |
| 1997/98   | Bundesliga  | 3     | 22     | 16 | 1  | 05 | 648:512  | 136   | 33:11  |
| 1998/99   | Bundesliga  | 2     | 22     | 15 | 3  | 04 | 628:527  | 101   | 33:11  |
| 1999/2000 | Bundesliga  | 3     | 22     | 15 | 2  | 05 | 578:522  | 056   | 32:12  |
| 2000/01   | Bundesliga  | 10    | 22     | 07 | 3  | 12 | 511:531  | −20   | 17:27  |
| 2001/02   | Bundesliga  | 4     | 26     | 14 | 3  | 09 | 740:673  | 067   | 31:21  |
| 2002/03   | Bundesliga  | 9     | 24     | 10 | 2  | 12 | 580:604  | −24   | 22:26  |
| 2003/04   | Bundesliga  | 8     | 22     | 10 | 0  | 12 | 549:531  | 018   | 20:24  |
| 2004/05   | Bundesliga  | 6     | 21     | 06 | 2  | 13 | 495:566  | −71   | 14:28  |
| 2005/06   | Bundesliga  | 9     | 22     | 08 | 1  | 13 | 500:578  | −78   | 17:27  |
| 2006/07   | Bundesliga  | 11    | 22     | 5  | 01 | 16 | 566:643  | −77   | 11:33  |
| 2007/08   | 2. BL Nord  | 1     | 24     | 21 | 1  | 02 | 725:554  | 171   | 43:05  |
| 2008/09   | Bundesliga  | 12    | 22     | 04 | 3  | 15 | 543:619  | −76   | 11:33  |
| 2009/10   | Bundesliga  | 11    | 22     | 04 | 3  | 15 | 589:655  | −66   | 11:33  |
| 2010/11   | 2. BL Süd   | 7     | 20     | 10 | 2  | 08 | 579:550  | 029   | 22:18  |
| 2011/12   | 2. BL       | 6     | 30     | 18 | 2  | 10 | 940:870  | 070   | 38:22  |
| 2012/13   | 2. BL       | 4     | 28     | 15 | 4  | 09 | 800:760  | 040   | 34:22  |
| 2013/14   | 2. BL       | 4     | 28     | 17 | 2  | 09 | 823:732  | 091   | 36:20  |
| 2014/15   | 2. BL       | 2     | 26     | 17 | 3  | 06 | 738:630  | 108   | 37:15  |
| 2015/16   | Bundesliga  | 6     | 26     | 12 | 2  | 12 | 647:620  | 027   | 26:26  |
| 2016/17   | Bundesliga  | 6     | 26     | 12 | 4  | 10 | 601:637  | −36   | 28:24  |
| 2017/18   | Bundesliga  | 4     | 26     | 16 | 2  | 08 | 686:638  | 048   | 34:18  |
| 2018/19   | Bundesliga  | 7     | 26     | 11 | 5  | 10 | 681:670  | 011   | 27:25  |
| 2019/20   | Bundesliga  | 1     | 18     | 17 | 0  | 01 | 600:455  | 145   | 34:02  |
| 2020/21   | Bundesliga  | 1     | 30     | 30 | 0  | 0  | 1029:687 | 342   | 60:0   |
| 2021/22   | Bundesliga  | 2     | 26     | 22 | 0  | 04 | 774:643  | 131   | 44:08  |
| 2022/23   | Bundesliga  | 3     | 26     | 18 | 1  | 07 | 825:712  | 113   | 37:15  |
| 2023/24   | Bundesliga  | 4     | 26     | 19 | 1  | 06 | 719:637  | 082   | 39:13  |
| 2024/25   | Bundesliga  | 2     | 22     | 16 | 2  | 04 | 641:611  | 030   | 34:10  |

|  | Aufstieg in die 1. Bundesliga |
|  | Abstieg in die 2. Bundesliga  |

## Kader für die Saison 2024/25
| Nr. | Nat.           | Name                | Position | Geburtstag | Größe  | seit | Letzter Verein              |
| --- | -------------- | ------------------- | -------- | ---------- | ------ | ---- | --------------------------- |
| 1   | Deutsche       | Norah Kothen        | TW       | 04.05.2005 | 1,71 m | 2022 | TV Aldekerk                 |
| 12  | Deutsche       | Sarah Wachter       | TW       | 16.12.1999 | 1,82 m | 2023 | Sport-Union Neckarsulm      |
| 33  | Niederländerin | Tess Lieder         | TW       | 19.05.1993 | 1,76 m | 2023 | CSM Bukarest                |
| 73  | Deutsche       | Liv-Stine Eckardt   | TW       | 25.01.2005 |        | 2025 | HSV Solingen-Gräfrath       |
| 03  | Deutsche       | Lena Hausherr       | LA       | 07.07.2001 | 1,65 m | 2022 | BSV Sachsen Zwickau         |
| 05  | Niederländerin | Lois Abbingh        | RL       | 13.08.1992 | 1,77 m | 2025 | Vipers Kristiansand         |
| 06  | Spanierin      | Carmen Campos Costa | Rückraum | 10.07.1995 | 1,71 m | 2023 | Jeanne d’Arc Dijon Handball |
| 08  | Deutsche       | Maraike Kusian      | RA       | 20.08.2002 | 1,75 m | 2022 | VfL Wolfsburg               |
| 09  | Deutsche       | Lisa Antl           | KM       | 21.06.2000 | 1,72 m | 2022 | Buxtehuder SV               |
| 10  | Deutsche       | Lena Degenhardt     | RL       | 31.05.1999 | 1,75 m | 2023 | TuS Metzingen               |
| 14  | Niederländerin | Alieke van Maurik   | RL       | 11.05.2005 | 1,75 m | 2024 | VOC Amsterdam               |
| 17  | Deutsche       | Alicia Langer       | RR       | 17.06.1996 | 1,82 m | 2023 | Ferencváros Budapest        |
| 22  | Französin      | Déborah Lassource   | RM       | 22.09.1999 | 1,72 m | 2024 | Paris 92                    |
| 23  | Japanerin      | Haruno Sasaki       | RM       | 26.02.1995 | 1,72 m | 2021 | Hokkoku Bank                |
| 24  | Norwegerin     | Guro Berland Husebø | LA       | 16.11.2001 | 1,64 m | 2024 | Follo HK                    |
| 29  | Schwedin       | Emma Olsson         | KM       | 20.08.1997 | 1,80 m | 2022 | Fram Reykjavík              |
| 31  | Niederländerin | Kelly Vollebregt    | RA       | 01.01.1995 | 1,65 m | 2024 | Neptunes de Nantes          |
| 66  | Deutsche       | Dana Bleckmann      | RL       | 09.05.2001 | 1,79 m | 2016 | TV Aldekerk                 |

### Zugänge 2024/25
- Guro Berland Husebø (Follo HK)[3]
- Alieke van Maurik (VOC Amsterdam)[4]
- Déborah Lassource (Paris 92)[5]
- Kelly Vollebregt (Neptunes de Nantes)[6]
- Lois Abbingh (Vipers Kristiansand, Februar 2025)[7]
- Liv-Stine Eckardt (HSV Solingen-Gräfrath, Februar 2025, Zweitspielrecht BVB)[8]

### Abgänge 2024/25
- Zoë Sprengers (Nykøbing Falster Håndboldklub)[9]
- Meret Ossenkopp (København Håndbold)[10]
- Harma van Kreij (CSM Corona Brașov)[11]
- Frida Nåmo Rønning (Ziel unbekannt)[11]

### Zugänge 2025/26
- Alina Grijseels (CSM Bukarest)[12]
- Melinda Szikora (Chambray Touraine Handball)[13]
- Kaja Kamp Nielsen (Team Esbjerg)[14]
- Guro Nestaker (HB Ludwigsburg)[15]

### Abgänge 2025/26
- Norah Kothen (LC Brühl Handball)[16]
- Lena Degenhardt (HB Ludwigsburg)[17]
- Tess Lieder (Karriereende)[18]
- Carmen Campos Costa (Karriereende)[19]
- Haruno Sasaki (Frisch Auf Göppingen)[20]

## Die Trainer seit 1989
- Juli 1989 bis Juni 1999: Gustl Wilke
- Juli 1999 bis Jan. 2001: Michael Wolf
- Jan. 2001 bis Juni 2001: Georg Sondern
- Juli 2001 bis Nov. 2002: Tomas Kutka
- Nov. 2002 bis Juni 2008: Thomas Happe
- Juli 2008 bis Nov. 2008: Dieter Trippen
- Nov. 2008 bis Juni 2011: Gustl Wilke[21]
- Juli 2011 bis Feb. 2014: Alice Vogler[22]
- 19. Februar 2014 bis Juni 2014: Dagmara Kowalska (Interimstrainerin)
- Juli 2014 bis Juni 2018: Ildikó Barna
- Juli 2018 bis September 2018: Norman Rentsch
- September 2018 bis Juni 2019: Gino Smits
- Juli 2019 bis Oktober 2022: André Fuhr
- seit November 2022: Henk Groener

## Rekordspiele
Am 11. Mai 1997 kamen 8700 Zuschauer in die Dortmunder Westfalenhalle zum Endspiel im EHF-Pokal gegen ŽRK Olimpija Ljubljana.
Beim Spiel gegen Siófok KC am 19. Februar 2023 in der EHF European League 2022/2023 wurde mit 11.112 Zuschauern ein neuer Rekord aufgestellt.

## Jugend
- 2005 weibliche C-Jugend – Westdeutscher Meister
- 2006 weibliche C-Jugend – Westdeutscher Meister
- 2006 weibliche B-Jugend – Deutscher Vize-Meister
- 2007 weibliche B-Jugend – Final Four (DHB)
- 2008 weibliche B-Jugend – Final Four (DHB)
- 2010 weibliche B-Jugend – Deutscher Vize-Meister
- 2017 weibliche B-Jugend – Final Four (DHB)
- 2018 weibliche B-Jugend – Deutscher Meister
- 2019 weibliche C-Jugend – Westfalenmeister
- 2019 weibliche B-Jugend – Westfalenmeister
- 2019 weibliche A-Jugend – Deutscher Meister
- 2022 weibliche C-Jugend – Westfalenmeister
- 2023 weibliche D-Jugend – Westfalen-Teilmeisterschaft Süd
- 2023 weibliche C-Jugend – Westfalenmeister
- 2023 weibliche B-Jugend – Westfalenmeister
- 2023 weibliche B-Jugend – Deutscher Meister